# روس تشينغ
روس تشينغ (بالإنجليزية: Ross Ching)‏ هو مونتير ومصور سينمائي ومخرج أمريكي، ولد في 1986 في سان خوسيه في الولايات المتحدة.

## وصلات خارجية
- روس تشينغ على موقع IMDb (الإنجليزية)
- روس تشينغ على موقع قاعدة بيانات الفيلم (الإنجليزية)
- روس تشينغ على موقع كينوبويسك (الروسية)